# 菅田道信
菅田 道信（すがた みちのぶ、1961年2月10日 - ）は、日本の実業家。タイトヨタ自動車取締役社長や、バンコク日本人商工会議所会頭を務めた。

## 人物・経歴
1983年神戸大学経済学部卒業、トヨタ自動車入社。トヨタ モーター アジア パシフィック出向を経て、2010年から6年間フィリピントヨタ自動車取締役社長を務めた。2016年トヨタ自動車TMAP-Japan室長。2017年からトヨタ自動車常務役員、タイトヨタ自動車取締役社長を務め、軍事政権樹立や、新型コロナウイルス感染症の流行の影響によるタイでの自動車生産量の低下などへの対応にあたった。2018年盤谷日本人商工会議所会頭。この間、日本タイ協会名誉理事、フィリピン協会評議員なども務めた。